# David DiChiera
David DiChiera (McKeesport, Pensilvania; 8 de abril de 1935-18 de septiembre de 2018) fue un compositor estadounidense y director general fundador del Teatro de Ópera de Míchigan.

## Biografía
DiChiera, hijo de inmigrantes italianos, creció en Los Ángeles, California y se graduó con los mayores honores en la UCLA en 1956. Estudió en Italia y ha colaborado escribiendo artículos de la Enciclopedia Della Musica de Ricordi, The New Grove Dictionary of Music and Musicians y Musik in Geschichte und Gegenwart de Bärenreiter.
En 1971 DiChiera se convirtió en el director general fundador del Teatro de Ópera de Míchigan y Director Artístico fundador del Music Hall Center for the Performing Arts. Trabajó como Director Artístico (1981-1993) de la Asociación de la Ópera de Dayton. En 1986 fue nombrado director general fundador de la recientemente formada Opera Pacific en Orange County, hasta 1996, cuando pasó a dedicar más tiempo al Teatro de Ópera de Detroit.
Sus Four Sonnets ("Cuatro sonetos", 1965), sobre versos de Edna St. Vincent Millay compuestos para soprano y piano, se estrenaron en 1978 en el Kennedy Center en Washington con aplauso de la crítica. Una ópera para niños, Rumpelstiltskin (1973), escrita en colaboración con Karen VanderKloot DiChiera, ha sido interpretada internacionalmente. En 2007 su ópera Cyrano según libreto de Bernard Uzan recibió su estreno mundial en el Teatro de Ópera de Detroit; esta obra se representó con éxito por la Compañía de Ópera de Filadelfia en 2008.